# Adam Philippe de Custine
Adam Philippe de Custine, detto general moustache (Metz, 4 febbraio 1740 – Parigi, 28 agosto 1793), è stato un generale francese.

## Prima della rivoluzione francese
Nacque da una famiglia di antica nobiltà ma ben presto si mostrò ammiratore dei metodi prussiani e anche di idee progressiste. Uno dei generali più sfortunati delle guerre rivoluzionarie, Custine iniziò la sua carriera come capitano durante la guerra dei sette anni (1756-1763) e si distinse in modo tale che il ministro Choiseul gli assegnò un proprio reggimento di dragoni ma egli preferì cambiarlo con il reggimento Saintonge, destinato ad imbarcarsi per l'America. Colà si segnalò particolarmente nell'assedio di Yorktown. Ritornato in Francia, divenne generale e fu nominato governatore della città di Tolone.

## Durante la rivoluzione francese

### Carriera politica
Nel 1789 entrò a far parte dell'Assemblea Nazionale come rappresentante della nobiltà lotaringia, e si schierò con il Terzo Stato: pur approvando però la Dichiarazione dei diritti dell'uomo, sostenne le prerogative del Re, si oppose alla requisizione dei beni del clero e prese le difese degli emigrati. In politica estera, Custine sosteneva che per la Francia era necessario impadronirsi della riva sinistra del Reno, in quanto il fiume costituiva il suo confine naturale.

### Carriera militare
Nel 1791 fu promosso tenente generale e nell'anno successivo ricevette un comando sull'Alto Reno agli ordini del maresciallo di Francia Nicolas Luckner. Egli occupò Landau quindi prese Weißenburg, Spira, Worms, Magonza (21 ottobre 1792) e Francoforte ma fu battuto proprio nei pressi di Francoforte dai prussiani.
Dopo varie sfortunate sconfitte, soprattutto quella del 6 gennaio 1793 presso Hochheim, pose la città di Magonza in stato di difesa, ma fu attaccato dai prussiani in primavera fra Bingen e Bad Kreuznach e dopo una debole difesa cedette per stanchezza. Dopo un secondo smacco presso Alzey sgombrò il territorio da lui stesso precedentemente acquisito e si ritirò a fine marzo a Magonza e presentò le sue dimissioni, che vennero respinte.
Contro il parere dei Giacobini gli fu affidato il comando supremo delle armate del Nord, della Mosella, del Reno e delle Ardenne, con l'ordine di rioccupare il Belgio. Portò l'attacco sul Queich con l'armata del Nord ma si dovette ritirare con grosse perdite.
A seguito delle accuse di Jacques-René Hébert e di François-Nicolas Vincent, segretario del ministro della guerra, fu chiamato dinnanzi al Comitato di Salute Pubblica, incolpato di aver deliberatamente abusato della propria posizione di generale d'armata, di aver tradito gli interessi della Repubblica e di intelligenza con il nemico, fu condannato a morte il 27 agosto 1793 e ghigliottinato il giorno successivo.
Anche il figlio Rinaldo Filippo, suo aiutante di campo e con la esposizione delle cui lettere Custine cercò di salvaguardarne l'onore, fu condotto, sei mesi dopo, al patibolo.

## Parenti
Fu il nonno dello scrittore francese Astolphe de Custine.